# Alban z Moguncji
Alban z Moguncji (zm. ok. 406 w Moguncji) – misjonarz chrześcijański, męczennik, w Kościele katolickim uznany za świętego.
Według przekazu Hrabana Maura Alban z dwoma towarzyszami miał przybyć do Mediolanu za panowania cesarza Teodozjusza I Wielkiego. Został wysłany do Galii z misją szerzenia chrześcijaństwa i zginął przez dekapitację w Moguncji.
Wedle tej legendy zabity męczennik miał pójść ze swą odrąbaną głową w rękach na cmentarz położony na południe od Moguncji i położyć się tam w grobie. Na tym miejscu wzniesiono później klasztor benedyktyński z kościołem św. Albana.
Alban wspominany jest w Kościele katolickim 21 czerwca, czczony głównie w Bawarii.
W ikonografii przedstawiany jest w stroju kapłana lub diakona, często z własną głową niesioną w ręku. Jego atrybuty to głowa i miecz.